# Brooksburg
Brooksburg és una població dels Estats Units a l'estat d'Indiana. Segons el cens del 2000 tenia 74 habitants.

## Demografia
Segons el cens del 2000, Brooksburg tenia 74 habitants, 31 habitatges, i 23 famílies. La densitat de població era de 259,7 habitants per km².
Dels 31 habitatges en un 41,9% hi vivien nens de menys de 18 anys, en un 54,8% hi vivien parelles casades, en un 12,9% dones solteres, i en un 25,8% no eren unitats familiars. En el 25,8% dels habitatges hi vivien persones soles el 9,7% de les quals corresponia a persones de 65 anys o més que vivien soles. El nombre mitjà de persones vivint en cada habitatge era de 2,39 i el nombre mitjà de persones que vivien en cada família era de 2,83.
Per edats la població es repartia de la següent manera: un 27% tenia menys de 18 anys, un 4,1% entre 18 i 24, un 32,4% entre 25 i 44, un 29,7% de 45 a 60 i un 6,8% 65 anys o més.
L'edat mediana era de 42 anys. Per cada 100 dones de 18 o més anys hi havia 86,2 homes.
La renda mediana per habitatge era de 37.500 $ i la renda mediana per família de 41.250 $. Els homes tenien una renda mediana de 37.917 $ mentre que les dones 17.250 $. La renda per capita de la població era de 19.016 $. Cap de les famílies i el 2,5% de la població estaven per davall del llindar de pobresa.

## Poblacions més properes
El següent diagrama mostra les poblacions més properes.